# シンガポールの高速道路

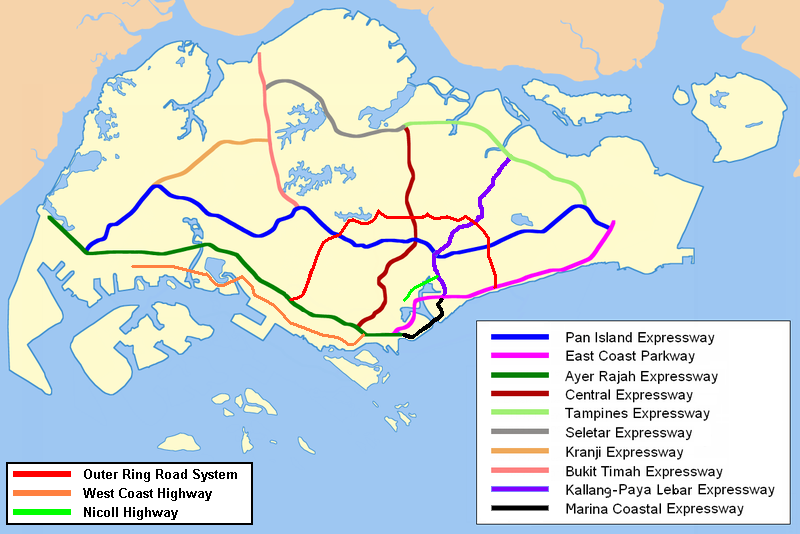

シンガポールの高速道路は自動車専用道路で、1966年にパン・アイランド・エキスプレスウェイが開通したのが始まりである。表記はハイウェイ（Highway）ではなく、エキスプレスウェイ（Expressway）で、通常はそれぞれの高速道路名を略して三文字のアルファベットで呼ばれる。総距離は148km。料金は基本的には無料であるが一部の都市部を通る区間のみ渋滞を緩和する目的で一般の道路と同じくERPにて料金を徴収される。管理は陸上交通庁。

## 歴史
1966年にパン・アイランドエキスプレスウェイが開通

## マレーシアへの接続
島国であるシンガポールは隣国であるマレーシアと橋が架かっており、シンガポールの高速道路もマレーシアの高速道路網に接続している。接続しているのは2箇所で、北部のブキッ・ティマ・エキスプレスウェイ(BKE:Bukit Timah Expressway)からジョホール・シンガポール・コーズウェイ(橋)を通ってマレーシアのスクダイ・ハイウェイ(Skudai Highway)に入る方法と、西部のアヤ・ラジャー・エキスプレスウェイ (AYE:Ayer Rajah Expressway)からマレーシア・シンガポール・セカンドリンク(橋)を通ってマレーシアのセカンドリンク・エキスプレスウェイ(Second Link Expressway)に入る方法がある。いずれの場合もシンガポール側で出国審査をし、橋を渡ってからマレーシア側で入国審査を受ける。また、マレーシアからシンガポールに入国する際はすべて逆の手順になる。

## 高速道路一覧
2016年現在、シンガポールでは10の高速道路がある。
- アヤ・ラジャー・エキスプレスウェイ (AYE:Ayer Rajah Expressway)
- ブキッ・ティマ・エキスプレスウェイ (BKE:Bukit Timah Expressway)
- セントラル・エキスプレスウェイ (CTE:Central Expressway)
- イーストコースト・パークウェイ (ECP:East Coast Parkway)
- カラン・パヤレバー・エクスプレスウェイ (KPE:Kallang-Paya Lebar Expressway)
- クランジ・エキスプレスウェイ (KJE:Kranji Expressway)
- パン・アイランド・エキスプレスウェイ (PIE:Pan Island Expressway)
- セレター・エキスプレスウェイ (SLE:Seletar Expressway)
- タンピネス・エキスプレスウェイ (TPE:Tampines Expressway)
- マリーナ・コースタル・エキスプレスウェイ (MCE:Marina Coastal Expressway)